# Solesmes (Nord)
Solesmes ist eine französische Kleinstadt mit 4193 Einwohnern (Stand 1. Januar 2022) im Département Nord in der Region Hauts-de-France. Sie gehört zum Arrondissement Cambrai und zum Kanton Caudry.

## Lage
Die Stadt Solesmes liegt im Süden der ehemaligen Grafschaft Hennegau an der Selle, 18 Kilometer südlich von Valenciennes und 20 Kilometer östlich von Cambrai. Ortsteile von Solesmes sind Amerval und Ovillers. Umgeben wird Solesmes von den Nachbargemeinden Haussy im Norden (Berührungspunkt), Vertain und Romeries im Nordosten, Beaurain und Vendegies-au-Bois im Osten, Forest-en-Cambrésis im Südosten, Neuvilly und Briastre im Süden, Viesly im Südwesten sowie Saint-Python im Westen und Nordwesten.

## Bevölkerungsentwicklung
| Jahr                       | 1962 | 1968 | 1975 | 1982 | 1990 | 1999 | 2006 | 2013 | 2021 |
| Einwohner                  | 6042 | 6042 | 5740 | 5328 | 4892 | 4767 | 4625 | 4452 | 4249 |
| Quellen: Cassini und INSEE |      |      |      |      |      |      |      |      |      |

## Sehenswürdigkeiten
- Kirche St-Martin, erbaut von 1778 bis 1782 mit Kanzel und ehemaligem Taufbecken aus der alten Kirche (Monument historique)
- zwei Wassertürme

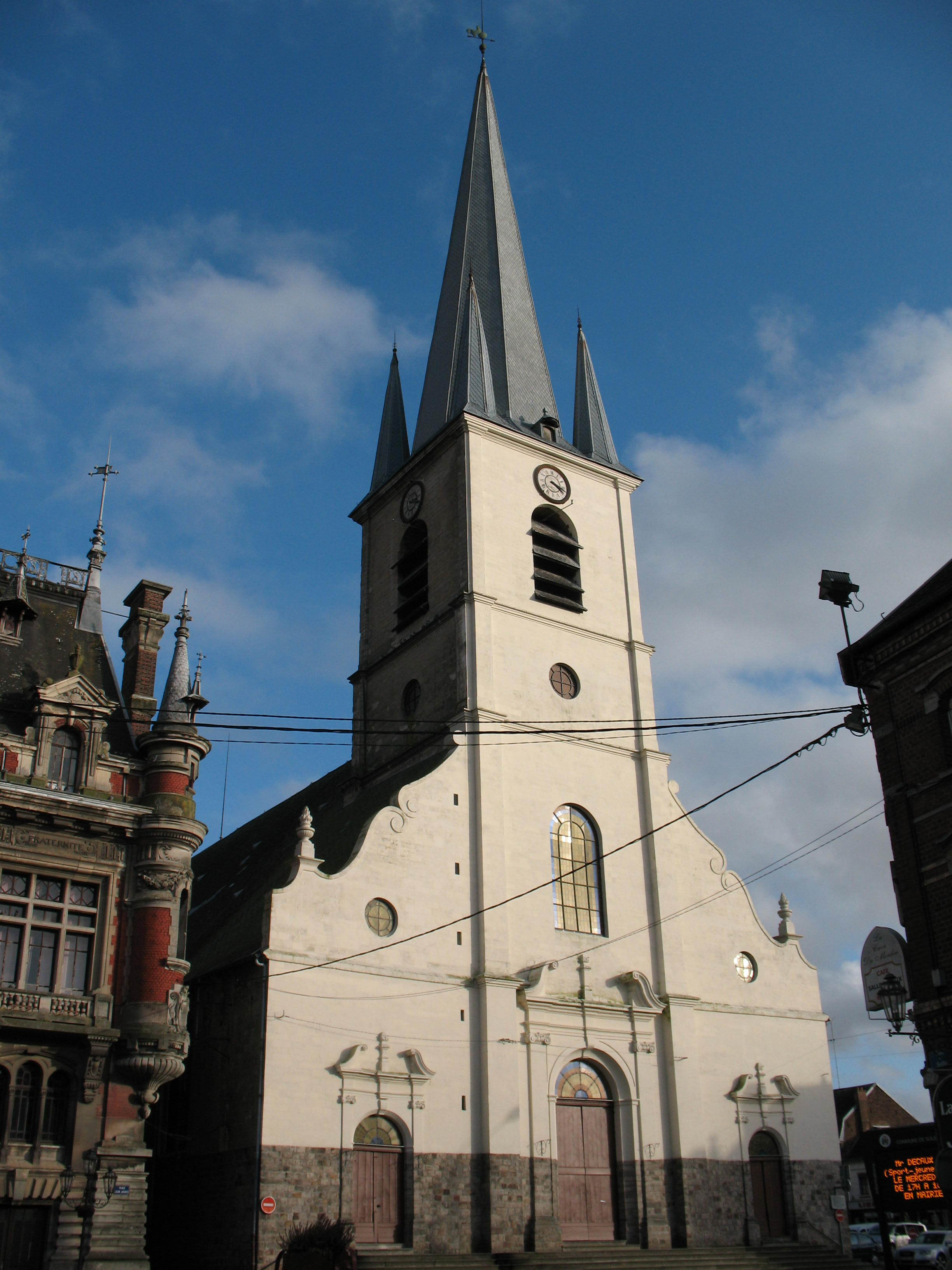
Kirche Saint-Martin
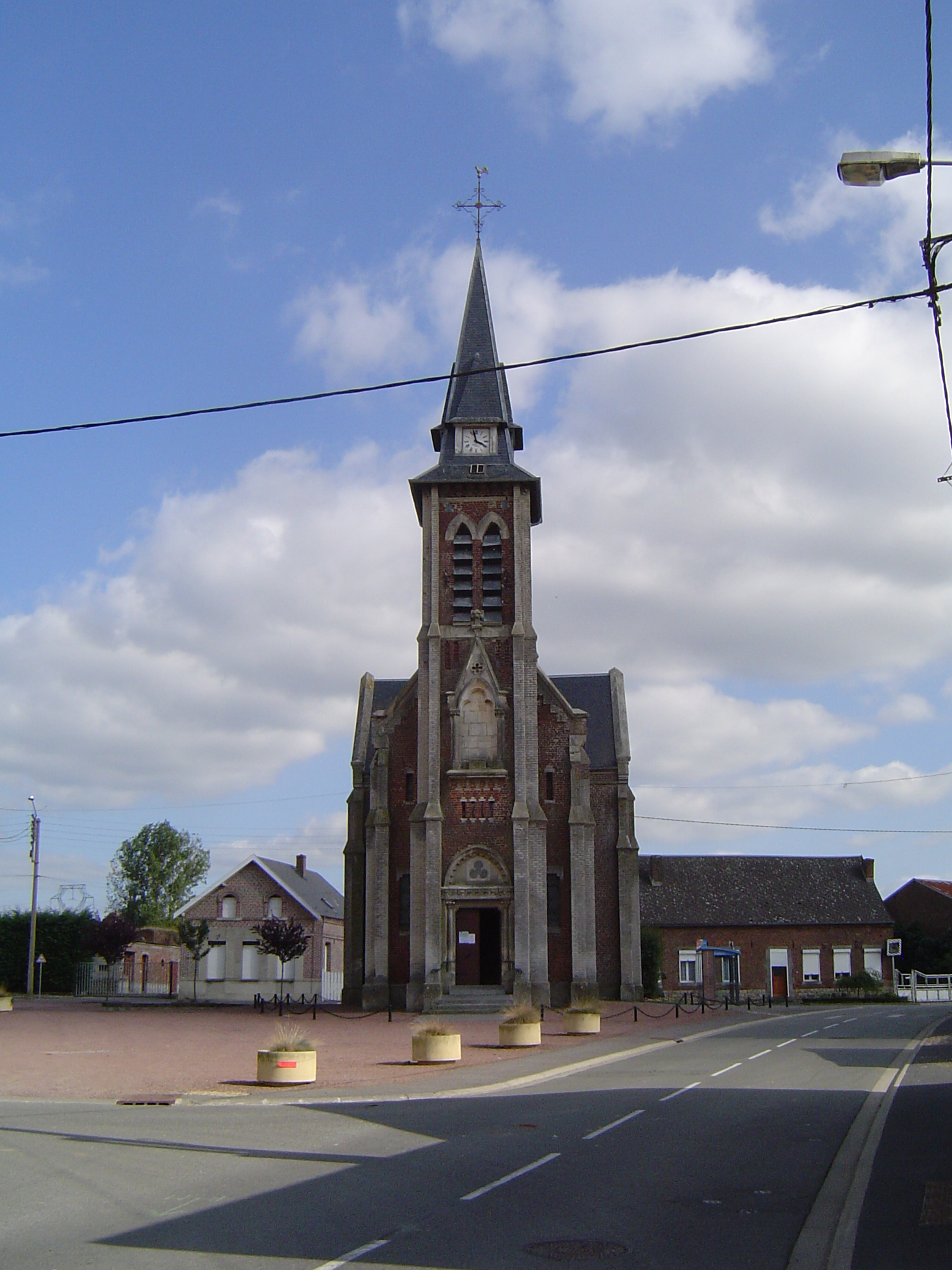
Kirche im Ortsteil Ovillers
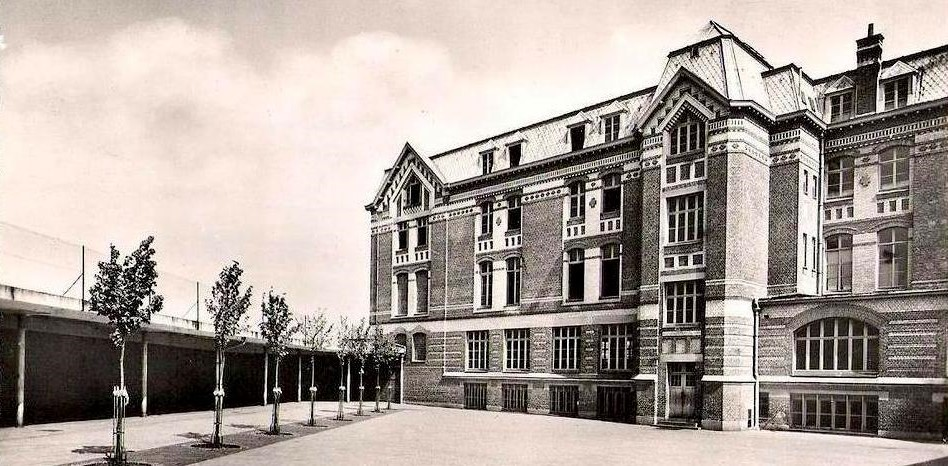
Institution Saint-Michel in den 1950er Jahren
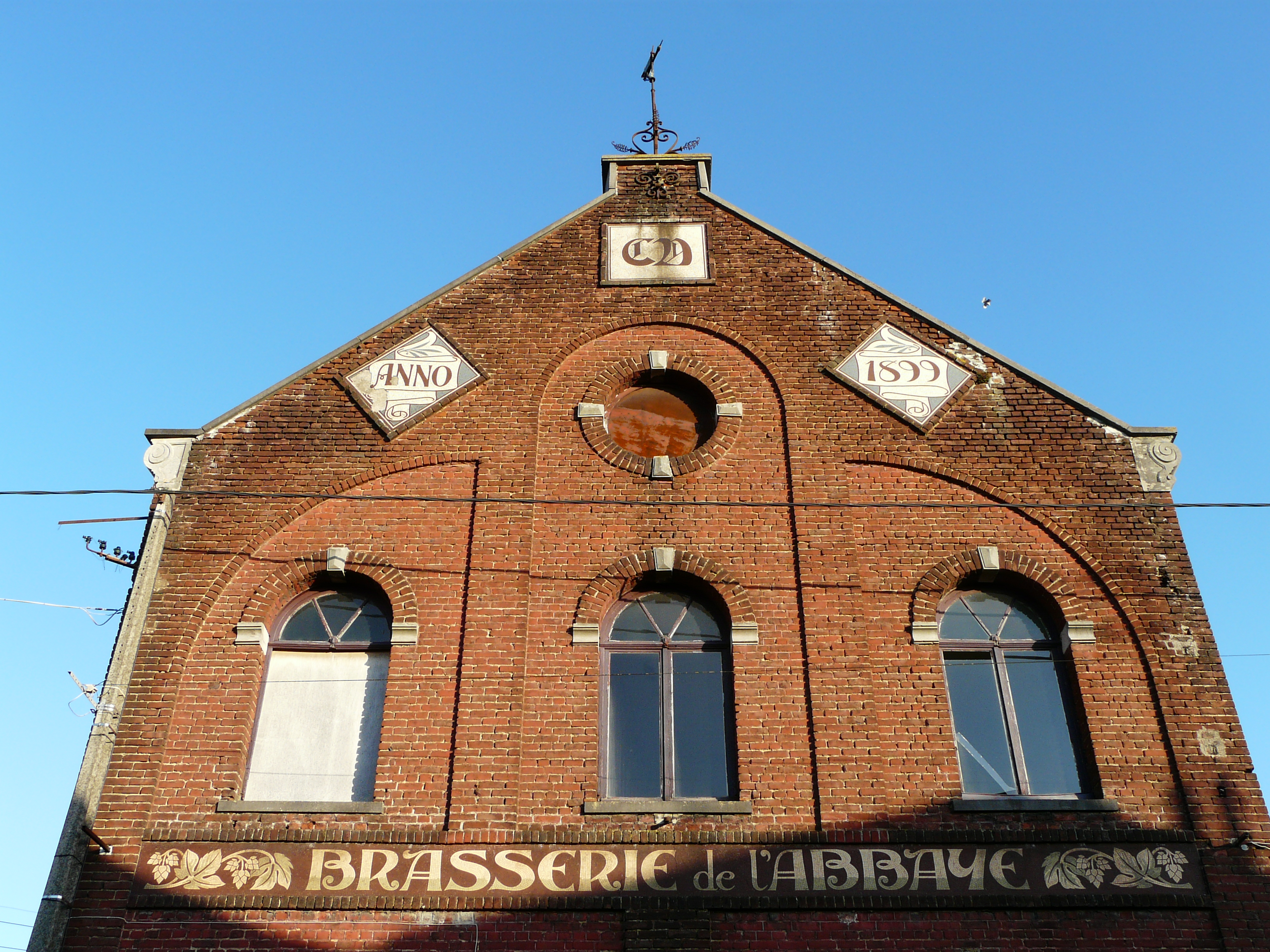
Klosterbrauerei
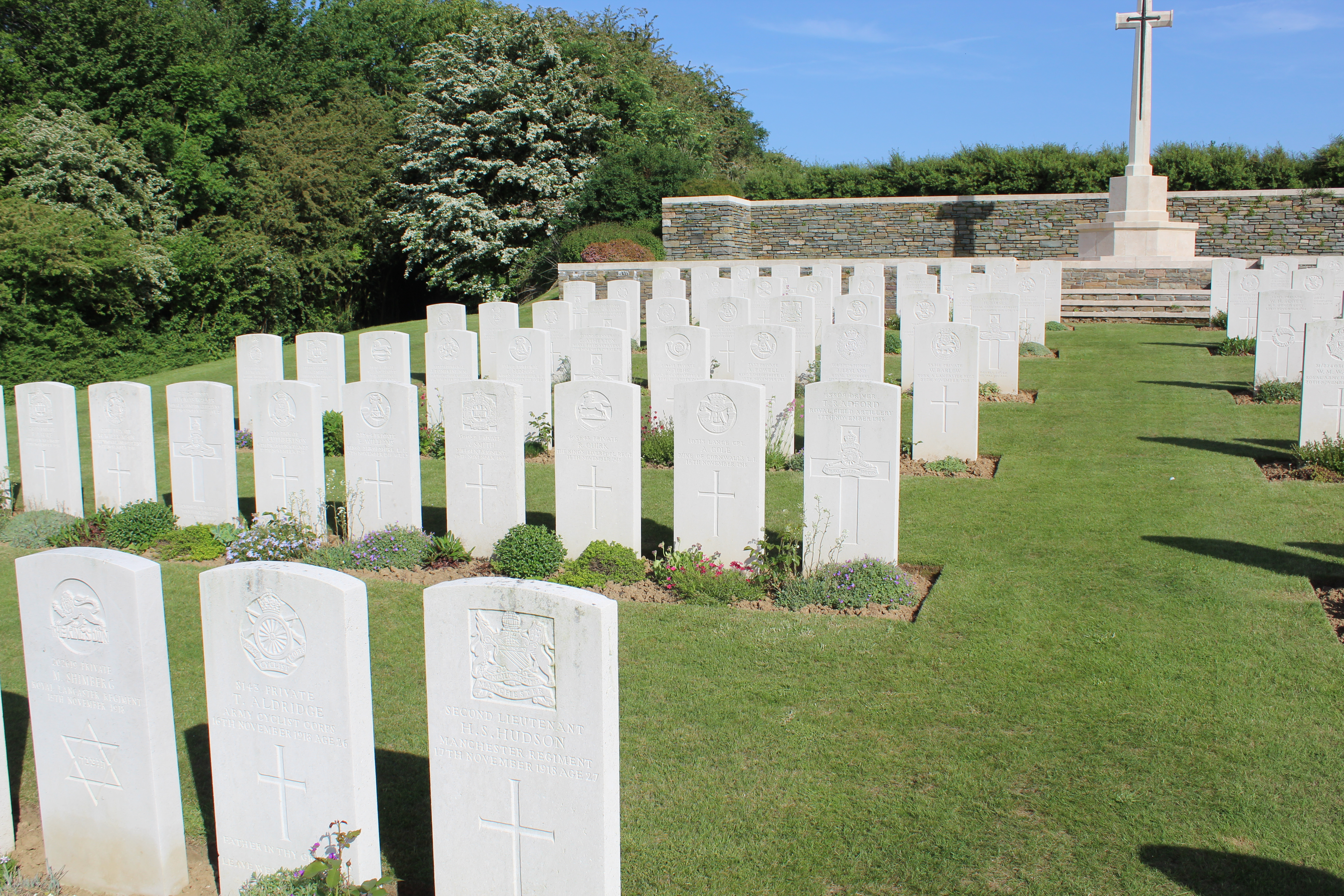
Soldatenfriedhof des Commonwealth
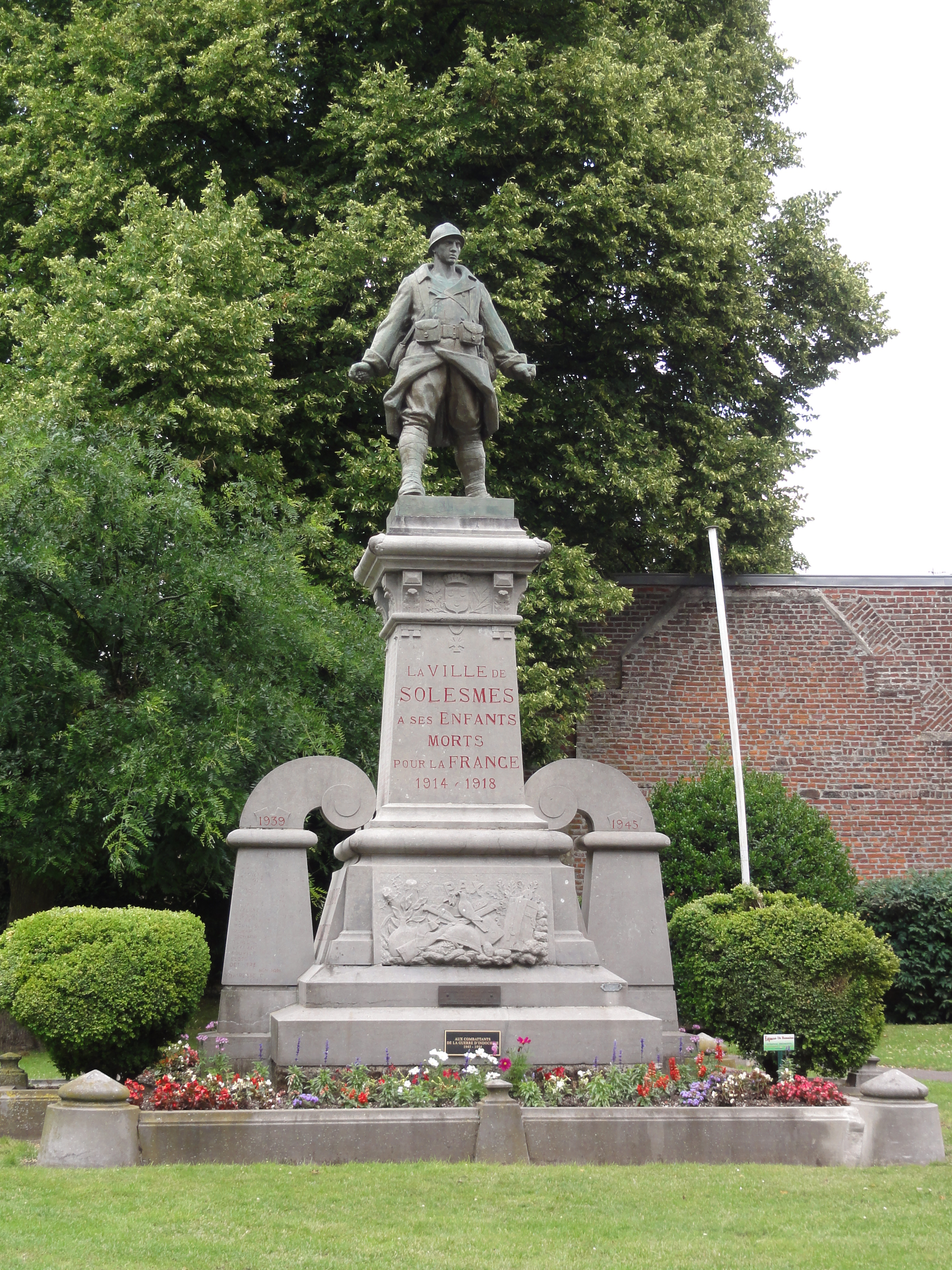
Gefallenendenkmal

## Persönlichkeiten
- François Delsarte (1811–1871), Sprecherzieher, Begründer des Delsarte-Systems
- Henri-Eugène Delacroix (1845–1930), Maler
- Léon Richet (1847–1907), Maler
- Gustave Choquet (1915–2006), Mathematiker
- Serge Masnaghetti (* 1934), Fußballtrainer

## Bildung
- Institution Saint-Michel.[1]
- Saint-Joseph-Schule

## Städtepartnerschaft
- Bad Berka in Thüringen